# Aldemir Bendine
Aldemir Bendine (Paraguaçu Paulista, 10 de dezembro de 1963) é um administrador brasileiro.
Foi presidente das empresas estatais brasileiras Banco do Brasil e Petrobras. Foi considerado pela revista Época um dos 100 brasileiros mais influentes do ano de 2009, ficando na 32ª posição do ranking. Também foi considerado o 11º mais poderoso do Brasil pelo iG no ano de 2013 e Empreendedor do Ano nas Finanças pela Revista Isto É Dinheiro em dezembro de 2013. Preso na 42ª fase da Operação Lava Jato em 27 de julho de 2017, suspeito de ter recebido propina da Odebrecht no Banco do Brasil e na Petrobras, foi condenado em primeira instância a 11 anos de prisão em 7 de março de 2018.

## Vida pessoal e formação acadêmica
De origem italiana, Bendine é neto de imigrantes italianos da região da Emilia-Romanha, região situada ao norte da Itália. Nasceu em Paraguaçu Paulista, filho de Antônio Bendine e Joaquina Carreira Bendine.
Cursou o Ensino Fundamental e Ensino Médio na cidade natal de Paraguaçu Paulista, no Colégio Estadual Diva Figueiredo Silveira e depois Engenharia Civil em Presidente Prudente, curso que abandonou depois de prestar concurso e ingressar no Banco do Brasil. Procurou uma carreira voltada para a gestão bancária, formando-se em Administração de empresas, pela Pontifícia Universidade Católica do Rio de Janeiro (PUC-Rio), tendo ainda alguns MBAs.

## Carreira profissional

### Banco do Brasil
Funcionário de carreira do Banco do Brasil, onde ingressou em 1978 como menor aprendiz, passou pela Diretoria de Cartões, Varejo e Novos Negócios, antes de ser vice-presidente e depois, presidente em 23 de abril de 2009.
Quando assumiu a presidência do Banco do Brasil, em abril de 2009, o então presidente Luiz Inácio Lula da Silva impôs-lhe grandes desafios: expandir o crédito para auxiliar a retomada da economia, reduzir as taxas de juros e consolidar a posição da instituição como o maior banco do País. Ele tinha de se firmar como o quarto presidente do BB durante o governo Lula. Durante sua gestão, a carteira de crédito do Banco do Brasil quase duplicou: de R$ 300 bilhões em 2009, para R$ 520 bilhões no fim de 2012. O salto reflete o crescimento da instituição em segmentos nevrálgicos (como o financiamento imobiliário) que nunca foi exatamente o forte da instituição. No mesmo período, o total de ativos do banco subiu de R$ 700 bilhões para mais de R$ 1 trilhão.
Sua gestão abriga algumas das maiores negociações feitas pelo banco, por exemplo, a compra da Nossa Caixa e do Banco da Patagônia na Argentina, ambas em 2009. Também foi responsável pela abertura de capital da BB Seguridade. Ao tocar o sino no pregão da BM&F em São Paulo Bendine estabeleceu um recorde de captação R$ 11,5 bilhões, a maior abertura de capital do mundo em sete meses e o quarto maior lançamento de ações da história da bolsa. Essa atuação lhe valeu o título "Empreendedor do Ano nas Finanças" em 2013«Aldemir Bendine». IstoÉ Dinheiro. Consultado em 16 de maio de 2016</ref>.
Experiente administrador de crises, assumiu a presidência do Banco do Brasil em abril de 2009, logo após a quebra dos bancos americanos no ano anterior.  Impulsionou, como presidente do banco, a agenda econômica do governo, ao mesmo tempo em que também agradou acionistas privados, que viram as ações do banco subirem cerca de 90% em meio à crise financeira global.
Também foi diretor-executivo da Federação Brasileira de Bancos (Febraban), diretor-presidente da Associação Brasileira das Empresas de Cartões e Serviços (Abecs), presidente do Conselho de Administração da CBSS (Visa Vale), diretor-presidente da BB Administradora de Cartões e BB Administradora de Consórcios.

### Petrobras
Em 6 de fevereiro de 2015, a presidente Dilma Rousseff o nomeou presidente da estatal Petrobras em substituição a Graça Foster, que renunciou ao cargo após os desdobramentos da Operação Lava Jato, que levaram à investigação de funcionários de alto escalão da estatal. Bendine deixou o Banco do Brasil, depois de 37 anos na instituição.
O primeiro desafio de Bendine foi apresentar um balanço auditado do 3º trimestre de 2014, e recuperar a credibilidade da empresa. Ao assumir a Petrobras, afirmou em entrevista que havia "um sentimento de vergonha por esses malfeitos que ocorreram, e não tivemos uma clarividência se de dentro para fora ou se de fora para dentro".
De uma ameaça de "apagão financeiro" que poderia culminar no vencimento antecipado de suas dívidas se não apresentasse o balanço auditado do 3º trimestre de 2014 a Petrobras aumentou seu caixa em 20 bilhões de reais, passando de 80 bilhões de reais para 100 bilhões de reais durante a gestão de Bendine. Essa marca é resultado direto do corte nos investimentos e do enxugamento nos custos operacionais, principalmente em função do menor pagamento de royalties e participação especial (fruto da queda no preço do barril do petróleo) e pela maior importação de derivados dada a queda de consumo pela baixa da atividade econômica, que fizeram com que as despesas da companhia fossem menores que as receitas pela primeira vez desde 2008. Durante sua gestão, as despesas de juros subiram de R$ 18 bilhões por ano para quase R$ 30 bilhões, além de entregar os maiores prejuízos da história da Petrobrás.
Renunciou ao cargo em 30 de maio de 2016 com o afastamento da presidente Dilma Roussef. Em sua carta de renúncia, afirmando serem “muitas as vitórias que podemos comemorar juntos. Da ameaça de apagão financeiro, chegamos a um caixa robusto, superior a R$ 100 bilhões”.

## Operação Lava Jato
Em 13 de junho de 2017 o juiz federal Sergio Moro, responsável pela Operação Lava Jato, autorizou a abertura de inquérito para investigar Bendine por suspeita de corrupção passiva. Ele teria solicitado e recebido três milhões de reais em propina da Odebrecht (atual Novonor), segundo delações premiadas de executivos da empresa.
Em 27 de julho de 2017,  Aldemir Bendine foi preso na cidade de Sorocaba, na 42ª fase da Operação Lava Jato nomeada como Operação Cobra, ação deflagrada pela Polícia Federal. Em 7 de março de 2018 foi condenado a 11 anos de prisão pelos crimes de corrupção e lavagem de dinheiro. Na sentença, o juiz Sérgio Moro lavrou "O condenado assumiu o cargo de Presidente da Petrobras em meio a um escândalo de corrupção e com a expectativa de que solucionasse os problemas existentes. O último comportamento que dele se esperava era corromper-se, colocando em risco mais uma vez a reputação da empresa. Entendo que a prática do crime no contexto em que se insere foi muito grave e denota elevada culpabilidade ou personalidade desviada"
Em 9 de abril de 2019, o Supremo Tribunal Federal (STF) soltou Bendine, afirmando que o processo era baseado em suposições e que não havia justificativa para que Bendine permanecesse na cadeia, preventivamente, por quase dois anos. No dia 11 de maio de 2020, foi condenado a seis anos e oito meses de prisão pelo crime de corrupção passiva.